# Garry Schyman
Garry Schyman (1954) è un compositore statunitense.
Ha composto musiche per film, serie televisive e videogiochi. Per le sue composizioni ha ricevuto nomination e vinto diversi premi.

## Filmografia parziale

### Cinema
- Guantoni insanguinati (Penitentiary III), regia di Jamaa Fanaka (1987)
- Hit List - Il primo della lista (Hit List), regia di William Lustig (1989)
- Itsy Bitsy, regia di Micah Gallo (2019)

### Televisione
- Magnum, P.I. - serie TV (1980)
- Ralph supermaxieroe (The Greatest American Hero) - serie TV (1981)
- Mike Land: professione detective (Land's End) - serie TV (1995)

## Videogiochi
- BioShock (2007)
- BioShock 2 (2010)
- Dante's Inferno (2010)
- BioShock Infinite (2013)
- La Terra di Mezzo: L'ombra di Mordor (2014)
- La Terra di Mezzo: L'ombra della guerra (2017)
- Forspoken (2023)